# Hans Petersson
Hans Petersson   (Zbąszyń, 24 de setembre de 1902 - Münster, 9 de novembre de 1984) va ser un matemàtic alemany.

## Vida i Obra
Nascut, fill d'un magistrat, a la regió de Posen (actualment Polònia) quan encara era part de l'Imperi Alemany, la família es va traslladar, abans del canvi de sobirania, primer, a Flensburg i, després, a Altona. Petersson va acabar el batxillerat a Altona el 1921 i va ingressar a la universitat d'Hamburg, on va obtenir el doctorat en matemàtiques el 1925, amb una tesi dirigida per Erich Hecke. Va romandre a la universitat d'Hamburg fent recerca, però malgrat haver aconseguit l'habilitació per a la docència el 1929, li va ser rebutjada una sol·licitud d'una plaça docent. Com que el 1933 s'havia casat amb Margarethe Ehlers (que tenia ascendència jueva), Petersson va decidir afiliar-se a les SA tan per protegir tan la seva dona com ell mateix i també, seguint les recomanacions de Hecke, per promocionar la seva carrera acadèmica. El 1937 també es va afiliar al partit nazi.
El 1939 va ser nomenat professor titular de la universitat alemanya de Praga i l'any següent de la universitat d'Estrasburg, que va haver d'abandonar el 1944 davant de l'avanç de les tropes aliades. En acabar la guerra el 1945, va ser suspès de docència per les autoritats britàniques, però el 1947 es va aixecar la suspensió i va retornar a la universitat d'Hamburg. El 1953 va passar a la universitat de Münster com director del recent creat Institut de Matemàtiques i on va romandre fins que es va retirar el 1970.
El camp de treball de Petersson va ser el de les funcions el·líptiques modulars i, més generalment, el de les funcions automorfes desenvolupades per Henri Poincaré i Felix Klein a finals del segle xix. Va publicar una vuitantena d'articles científics i l'influent llibre Modulfunktionen und quadratische Formen (1982).